# Jackie Moran
Pour les articles homonymes, voir Moran.
Jackie Moran, né le 26 janvier 1923 et mort le 20 septembre 1990, est un acteur américain, ayant joué dans une trentaine de films entre 1936 et 1946.

## Biographie
John E. Moran, né à Mattoon (Illinois), il est tout d'abord choriste dans une église. Repéré par Mary Pickford, il convainc sa mère de l'emmener à Hollywood pour faire des essais en 1935, où il prend le nom de Jackie Moran. Il apparaît dans de nombreux rôles secondaires, avant d'obtenir un des premiers rôles dans Les Aventures de Tom Sawyer. Il figure en 1939 dans la distribution d’Autant en emporte le vent. Monogram Pictures fait appel à lui pour une série de films romantiques avec comme partenaire Marcia Mae Jones.
Il meurt à Greenfield (Massachusetts) à l'âge de 67 ans.

## Filmographie

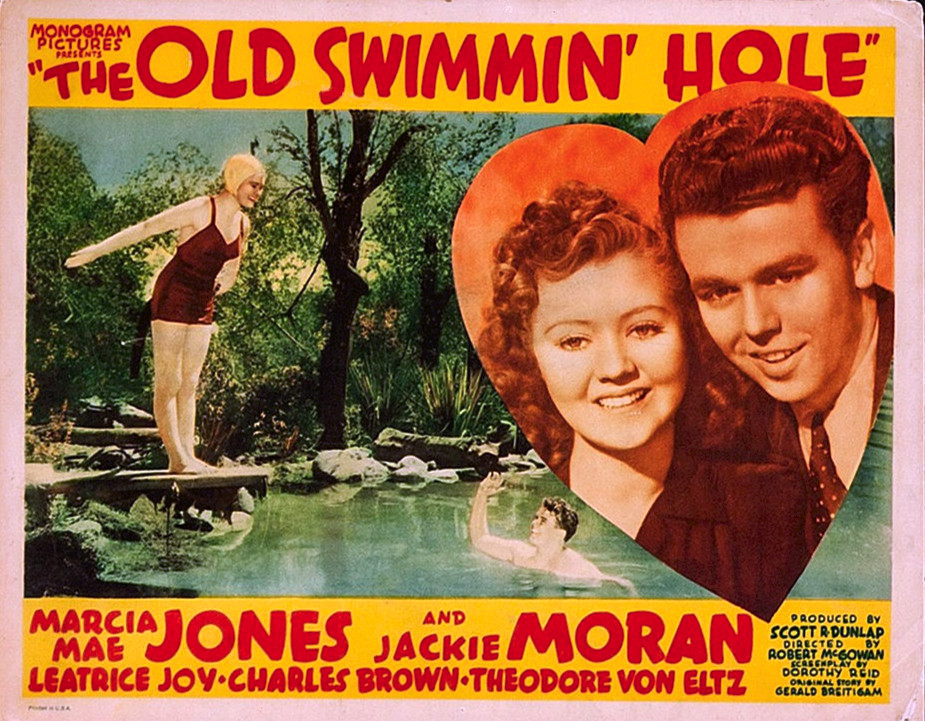
Jackie Moran dans The Old Swimmin' Hole (1940).

- 1936 : Deux Enfants terribles (And So They Were Married) : Tommy Blake
- 1936 : Counterfeit : Duckfoot
- 1936 : Valiant Is the Word for Carrie : Paul Darnley (enfant)
- 1937 : Outcast : Freddie Simmerson
- 1937 : Michael O'Halloran : Michael O'Halloran
- 1938 : Les Aventures de Tom Sawyer (The Adventures of Tom Sawyer) : Huckleberry Finn
- 1938 : Délicieuse (Mad About Music) : Tommy
- 1938 : Arson Gang Busters : Jimmy Riler
- 1938 : Mother Carey's Chickens : Gilbert Carey
- 1938 : Barefoot Boy : Billy Whittaker
- 1939 : The Spirit of Culver : Perkins
- 1939 : Buck Rogers : George 'Buddy' Wade
- 1939 : Everybody's Hobby : Robert Leslie
- 1939 : Meet Dr. Christian : Don Hewitt
- 1939 : Autant en emporte le vent : Phil Meade
- 1940 : Tomboy : Steve
- 1940 : Anne of Windy Poplars : Boy
- 1940 : Haunted House : Jimmie Atkins
- 1940 : The Old Swimmin' Hole (en) : Chris Carter
- 1941 : The Gang's All Here : Chick Daly
- 1941 : Let's Go Collegiate : Tad
- 1943 : Nobody's Darling : Charles Grant Jr.
- 1943 : Henry Aldrich Haunts a House : Whit Bidecker
- 1944 : Andy Hardy's Blonde Trouble : Spud
- 1944 : Depuis ton départ (Since You Went Away) : Johnny Mahoney
- 1944 : Hollywood Mélodie (Song of the Open Road) : Jack Moran
- 1944 : Janie : Mickey - un marin
- 1944 : Three Little Sisters : Chad Jones
- 1945 : Let's Go Steady : Roy Spencer
- 1945 : There Goes Kelly : Jimmy Kelly
- 1946 : Hop Harrigan America's Ace of the Airways : Fraser
- 1946 : Junior Prom : Jimmy Forrest
- 1946 : Freddie Steps Out (en) : Jimmy Forrest
- 1946 : High School Hero : Jimmy Forrest
- 1946 : Betty Co-Ed :Ted Harris
- 1962 : Wild Gals of the Naked West
- 1966 : Dingle, Dangle
- 1967 : Common Law Cabin : Dewey Hoople
- 1972 : Code Name: Raw-Hide : The Chief